# Scinax boesemani
Scinax boesemani é uma espécie de anfíbio da família Hylidae. Pode ser encontrada na Venezuela, Guiana, Suriname, Guiana Francesa e Brasil.